# Bieler Hallenhandball-Meisterschaften 1950/51
Die Bieler Hallenhandball-Meisterschaften 1950/51 waren die 3. Bieler Hallenhandball-Meisterschaften.

## Modus
Die Serie A wurde um eine Mannschaft (ATV Biel) auf 8 Mannschaften aufgestockt. Diese spielten eine Einfachrunde. Die Zweitmannschaften der Kaufleute und er Swim Boys wurden jeweils durch eine Seniorenmannschaft ersetzt.
Die Serie B  bestand neu aus 6 Mannschaften. Der LAC Biel war neu mit zwei Mannschaften in der Serie B vertreten. Die Serie B spielte ebenfalls eine Einfachrunde.

## Serie A
| Pl.                            |  | Verein                     | Sp. | S | U | N | Tore    | Diff. | Punkte |
| ------------------------------ |  | -------------------------- | --- | - | - | - | ------- | ----- | ------ |
| 1.                             |  | TV Kaufleute Biel I (BM)   | 7   | 5 | 1 | 1 | 028:180 | +10   | 011:30 |
| 3.                             |  | Swim Boys Biel Senioren    | 7   | 5 | 0 | 2 | 033:200 | +13   | 010:40 |
| 2.                             |  | BTV Biel I                 | 7   | 4 | 0 | 3 | 045:250 | +20   | 08:60  |
| 4.                             |  | TV Nidau I                 | 7   | 3 | 1 | 3 | 021:180 | +3    | 07:70  |
| 5.                             |  | Swim Boys Biel I           | 7   | 3 | 1 | 3 | 021:190 | +2    | 07:70  |
| 6.                             |  | STV Biel I                 | 7   | 3 | 0 | 4 | 020:300 | −10   | 06:80  |
| 7.                             |  | TV Kaufleute Biel Senioren | 7   | 2 | 0 | 5 | 023:340 | −11   | 04:100 |
| 8.                             |  | ATV Biel (A)               | 7   | 1 | 1 | 5 | 011:380 | −27   | 03:110 |
| Quelle: , Stand: 21. März 1951 |  |                            |     |   |   |   |         |       |        |

| Zum Saisonende 1950/51: |                                                      |
|                         | Bieler Meister & Qualifikation für das Regionalfinal |
|                         | Saison beendet                                       |
|                         |                                                      |
| Zum Saisonende 1949/50: |                                                      |
| (BM)                    | Bieler Meister: TV Kaufleute Biel I                  |
| (A)                     | Aufsteiger: ATV Biel                                 |

## Serie B
| Pl.                            |  | Verein               | Sp. | S | U | N | Tore    | Diff. | Punkte |
| ------------------------------ |  | -------------------- | --- | - | - | - | ------- | ----- | ------ |
| 1.                             |  | TV Kaufleute Biel II | 5   | 5 | 0 | 0 | 028:100 | +18   | 010:00 |
| 2.                             |  | BTV Biel II          | 5   | 3 | 0 | 2 | 042:170 | +25   | 06:40  |
| 3.                             |  | TV Nidau II          | 5   | 3 | 0 | 2 | 021:220 | −1    | 06:40  |
| 4.                             |  | Swim Boys Biel II    | 5   | 2 | 0 | 3 | 023:130 | +10   | 04:60  |
| 5.                             |  | LAC Biel I           | 5   | 2 | 0 | 3 | 024:250 | −1    | 04:60  |
| 6.                             |  | LAC Biel II          | 5   | 0 | 0 | 5 | 08:590  | −51   | 00:100 |
| Quelle: , Stand: 21. März 1951 |  |                      |     |   |   |   |         |       |        |